# Vahid Shamsaei
Vahid Shamsaei, riportato talora come Shamsaee (in persiano وحید شمسایی‎; Teheran, 21 settembre 1975), è un allenatore di calcio a 5 ed ex giocatore di calcio a 5 iraniano.
Con la Nazionale di calcio a 5 dell'Iran, di cui detiene il primato di marcature con 392 reti, ha vinto per otto volte la Coppa d'Asia.

## Carriera
Considerato tra i migliori calcettisti della sua generazione, con la nazionale iraniana ha realizzato 392 reti. A livello internazionale, è stato per un decennio il miglior marcatore della storia del calcio a 5, superato nel 2016 da Falcão di una sola rete. A livello di club, ha militato principalmente nel campionato iraniano, eccetto una stagione giocata in Italia con la Lazio e una in Cina con il Nanling Tielang.

## Palmarès
- Coppa d'Asia: 8
Thailandia 2000, Iran 2001, Indonesia 2002, Iran 2003, Macao 2004, Vietnam 2005, Giappone 2007, Thailandia 2008